# Bari sulfat
Bari sulfat (hoặc sunfat) là một hợp chất vô cơ với công thức hóa học BaSO4. Nó là một chất có tinh thể màu trắng không mùi và không tan trong nước. Nó xuất hiện trong tự nhiên với khoáng chất barit, đó là nguồn sản xuất thương mại chính của bari và các chất điều chế từ nó. Màu đục trắng và mật độ cao của nó được khai thác trong các ứng dụng chính của chất này.

## Ứng dụng

### Dung dịch khoan
Khoảng 80% sản lượng bari sunfat của thế giới, chủ yếu là khoáng chất tinh khiết, được tiêu thụ như một thành phần của dung dịch khoan mỏ dầu. Chất này làm tăng mật độ dung dịch, tăng áp suất thủy tĩnh trong giếng và giảm nguy cơ bị nổ.